# Dovedale (queso)

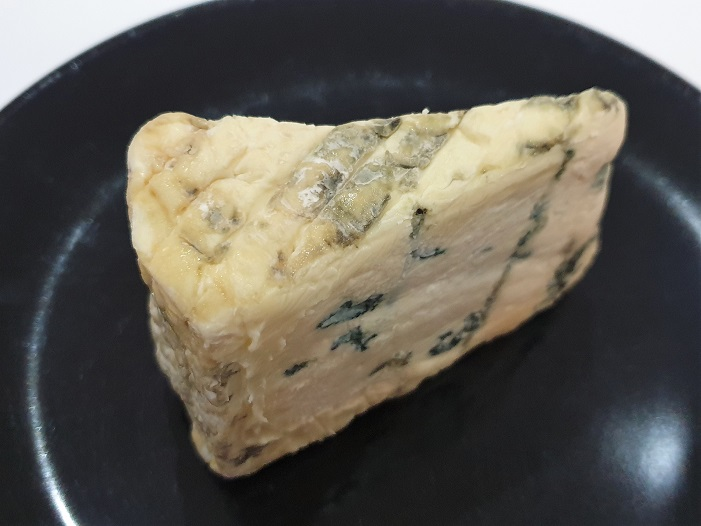
Rebanada de queso dovedale.

Dovedale es un queso que se elabora en Gran Bretaña, concretamente en Derbyshire, Nottinghamshire y Staffordshire. Utiliza como materia prima leche entera de vaca de la zona. Sólo cuando hay escasez de leche en las granjas de este territorio, puede recurrirse a leche de los condados vecinos de Shropshire y Cheshire. Se elabora según métodos tradicionales. Tiene forma de cilindro. Se trata de un queso suave con vetas azules. Está protegido por la denominación de origen Dovedale cheese (PDO).
- Datos: Q3038270